# Semni Karouzou
Semnni Karouzou

Link zum Bild

Semni Karouzou (Papaspyridi-Karouzou) (griechisch Σέμνη Παπασπυρίδη-Καρούζου; * 12. April 1898 in Tripolis; † 8. Dezember 1994) war eine griechische Klassische Archäologin.

## Leben
Semni Karouzou wurde als Kleosemni Papaspyridi (Κλεοσέμνη Παπασπυρίδη) geboren. Wie Anfang des 20. Jahrhunderts in Griechenland für Mädchen der Mittel- und Oberschicht üblich, erhielt sie eine französische Erziehung. Bedingt durch den Beruf ihres Vaters, der beim Militär war, wechselte die Familie häufig ihren Wohnsitz, so lebten sie in Pyrgos, Messolongi, Zakynthos, Syros, Volos und Chalkida. Letztendlich schloss Karouzou ihre Schulbildung in Athen ab und begann mit der Unterstützung ihrer Familie ein Archäologiestudium an der Kapodistrischen Universität Athen. Sie studierte bei Christos Tsountas und lernte in der archäologischen Fakultät auch den Wissenschaftler und Archäologen Christos Karouzos (1900–1967) kennen, den sie 1931 heiratete.
Ab 1921 arbeitete Karouzou für den Archäologischen Dienst. Ihre Arbeit führte sie 1924 auch nach Kreta, wo sie Nikos Kazantzakis kennenlernte, und nach Eretria, wo sie die archäologische Stätte untersuchte sowie ein Verzeichnis der Museumsexponate erstellte. Dieses Handbuch erhielt einen unschätzbaren Wert für die Bergung der Altertümer und ihrer Vergrabung zum Schutz vor den deutschen Besatzern während des Zweiten Weltkriegs.
Nachdem Karouzou ein Postgraduiertenstudium an der Universität München absolviert hatte, kehrte sie 1930 nach Griechenland zurück. Man beförderte sie zur Kuratorin und war in Volos und in Argolida berufstätig. Dort nahm sie an Ausgrabungen teil und setzte sich in Nafplio für den Erhalt alter Häuser ein. Ihre Wertschätzung für diese Stadt manifestierte sich später in ihrem Buch mit dem Titel Nafplio.
Im Jahr 1933 wurde sie die erste weibliche Kuratorin für Vasen am Archäologischen Nationalmuseum. Zuvor war sie Kuratorin für die Altertümer von Thessalien und dann von Argolida. Bevor die deutsche Armee 1941 nach Athen gelangte, hatten Semni Karouzou und ihr Mann Christos zusammen mit anderen Kollegen sechs Monate lang die archäologischen Schätze des Nationalmuseums in Kellern vergraben und an sichere Orte gebracht. Am 27. April 1941, als die Deutschen in Athen einmarschierten, traten Christos und Semni Karouzou aus dem Deutschen Archäologischen Zentralinstitut aus, um ihren Protest gegen die Besatzung zum Ausdruck zu bringen. Beide wurden interniert und überlebten dank einiger einflussreicher deutscher Archäologen, darunter war auch Emil Kunze, der erste Direktor dieses Instituts nach dem Krieg.
Mit ihrem Mann, der ab 1942 Direktor des Nationalmuseums war, arbeitete sie in den Nachkriegsjahren daran, die archäologischen Kunstschätze wieder auszugraben, zusammenzutragen und im Nationalmuseum neu aufzustellen. 1964 konnte das Museum wiedereröffnet werden.
1961 wurde sie zum korrespondierenden Mitglied der Göttinger Akademie der Wissenschaften gewählt.
Zu Beginn des Regime der Obristen wurden Semni Karouzou und ihr Mann Christos zu personae non gratae erklärt, da sie offen ihre Meinung äußerten. Christos Karouzos starb kurz danach, Semni Karouzou wurde es verboten, das Museum zu betreten. Sie flüchtete nach Italien und kam nach dem Fall der Diktatur zurück.
Sie veröffentlichte 18 eigenständige Werke und publizierte 110 wissenschaftliche Studien, vor allem über Skulpturen und Vasen.
Der griechische Archäologe Manolis Andronikos fasste seinen Respekt für ihre Arbeiten 1989 in der griechischen Zeitung To Vima folgendermaßen zusammen:

## Schriften (Auswahl)
- Guide du Musée National: marbres, bronzes et vases, Athen 1927
- The Amasis painter, Oxford 1956
- Angeia tu Anagyruntos, Athen 1963
- Collection of sculpture: a catalogue. National Archaeological Museum, Athen 1968.
- Archäologisches Nationalmuseum: antike Skulpturen; beschreibender Katalog, Athen 1969
- Το Ναύπλιο (Nafplio), Verlag Emboriki Trapeza Ellados, Athen 1979.[7]

- Περίπατοι στην Ιταλία (Spaziergänge in Italien), Verlang Ermis, 1983.